# Puskás Tamás (színművész)
Puskás Tamás (Budapest, 1959. szeptember 15. –) magyar színész, rendező, a Budapesti Katona József Színház alapító tagja. 2003-tól a Centrál Színház igazgatója.

## Életpályája
1977-ben érettségizett Budapesten az ELTE Radnóti gimnáziumában. 1978–1982 között a Színház- és Filmművészeti Főiskola színész szakán tanult. A főiskola elvégzése után évfolyamtársával, Csonka Ibolyával az akkor alakuló budapesti Katona József Színház szerződtette (1982–1985). 1984–1987 között a Színház- és Filmművészeti Főiskola rendező szakát is elvégezte. 1985–1987 között a Pinceszínpad tagja lett. 1987-ben a Vígszínház rendezője illetve színésze volt. 1987–1992 között a Madách Színház tagja lett. 1992–1994 között az Egyetemi Színpad igazgatója volt. 1999-től szabadúszó, 2003-ban sikeres pályázattal a Vidám Színpad élére került, amelyet azóta is igazgat (a színház 2008-tól Centrál Színház néven működik).

## Színházi munkái

### Színészként
- Aiszkhülosz: Leláncolt Prométheusz....Hephaistos
- Bródy Sándor: A medikus....Technikus
- Bulgakov: Menekülés....Golovan kozákkapitány
- Clark: Mégis, kinek az élete?....Dr. Paul Travers
- Füst Milán: Catullus....Egy zenész
- Görgey Gábor: Komámasszony, hol a stukker?....Kiss
- Kander-Ebb: Chicago....Mary Sunshine
- Kálmán Imre: Csárdáskirálynő....Rohnsdorff
- Krleža: Terézvárosi garnizon....Lendvay
- Kroetz: Meierék....Ludwig
- Lengyel Menyhért: Taifun....Lindner Ottó
- Miller: A bűnbeesés után....Lou
- Molière: Képzelt beteg....Argan
- Molière: Mizantróp....Philinte
- Molière: Tudós nők....Vadius inasa
- Molnár Ferenc: Riviera....Casella
- Nádas Péter: Találkozás....Fiatalember
- Neil Simon A napsugár fiúk....Ben Silverman
- Németh László: Széchenyi....Goldmark doktor
- Örkény István: Tóték....Tomaji plébános
- Pinter: Enyhe fájdalom....Barnabás
- Popper Péter: Útvesztő....István
- Queneau: Stílusgyakorlatok....
- Radicskov: Repülési kísérlet....Kis-Avram
- Schiller: Stuart Mária....Leicester gróf
- Sondheim: Egy nyári éj mosolya....Mr. Erlanson
- Sorkin: Becsületbeli ügy ....Jack Ross
- Spiró György: Az imposztor....Damse
- Stendhal: Vörös és fekete....Altamira gróf
- Sütő András: A szuzai menyegző....Ifjú Besszosz
- Tolcsvay László: Mária evangéliuma....József
- Várkonyi Mátyás: Will Shakespeare vagy akit akartok....Purhan próféta
- William Shakespeare: Ahogy tetszik....Jakab/Jaques; Vili
- William Shakespeare: Coriolanus....
- William Shakespeare: Lear király....Edmund
- Wouk: Zendülés a Caine hajón....Dr. Forrest Lundeen orvos-kapitány

### Rendezőként
| - Garcia Lorca: Don Perlimplin és Belisa szerelme a kertben (1985) - Szomory Dezső: Takáts Alice (1987) - Miller: Édes fiaim (1987) - Molnár Ferenc: A hattyú (1988) - García Lorca: Bernarda Alba háza (1990) - Szép Ernő: Vőlegény (1990) - Dosztojevszkij: Karamazovok (1998) - Coward: Vidám kísértet (1999) - William Shakespeare: Tévedések vígjátéka (1999, 2003) - Molière: A fösvény (2000) - Ödön von Horváth: Kasimir és Karoline (2000) - Eisemann Mihály: Fekete Péter (2000, 2002–2003, 2009, 2011) - William Shakespeare: A makrancos hölgy (2001, 2004) - William Shakespeare: Sok hűhó semmiért (2002) - William Shakespeare: Ahogy tetszik (2003) | - Beaumarchais: Figaro házassága (2004) - William Shakespeare: Vízkereszt, vagy amit akartok (2005) - Bacharach: Legénylakás (2005) - Allen: Riverside Drive (2006) - Allen: Central Park West (2006) - Allen: Semmi pánik (2007) - William Shakespeare: A velencei kalmár (2008) - Neil Simon: Furcsa pár (2008) - Clark: Mégis, kinek az élete? (2009) - Huff: Jó zsaru - rossz zsaru (2010) - Simon: Pletykafészek (2011) |

## Filmjei
| - Hatásvadászok (1982) - Vérszerződés (1982) - Viadukt (1982) - Szegény Dzsoni és Árnika (1983) - Boszorkányszombat (1983) - Redl ezredes I-II. (1985) - A vörös grófnő I-II. (1985) - Laura (1986) - Valahol Magyarországon (1987) - Ismeretlen ismerős (1988) - Mascarade (1995) - A bukás (1998) - Film (2000) - Hamvadó cigarettavég (2001) - Lopakodók 2. (2002) - Max (2002) - De kik azok a Lumnitzer nővérek? (2006) - Budapest (2009) - Gondolj rám (2016) | - Széchenyi - Nyina naplója (1977) - Operabál (1981) - Lélekvándorlás (1983) - A rágalom iskolája (1983) - A kertész kutyája (1986) - Dráma a vadászaton (1987) - Semmelweis Ignácz - Az anyák megmentője (1988) - Útlevél a halálba (1993) - Éretlenek (1995) - X polgártárs (1995) - Irány Kalifornia! (1997) - Szilveszter, vagy amit akartok (1998) - Kisváros (1999–2001) - Perlasca - Egy igazi ember története (2001) - Limonádé (2002–2003) |